# Мушёэн
Му́шёэн (норв. Mosjøen [ˈmuːʃøːn]) — административный центр коммуны Вефсн, фюльке Нурланн, Норвегия.
Население города составляет 9629 жителей (2009).
Мушёэн был отделён как город и отдельная коммуна в 1876 году, но потом обратно вошёл в состав Вефсна 1 января 1962 года. Является старейшим городом в Хельгеланне и вторым старейшим в Нурланне.

## География
Город расположен в нижней части долины, где реки Вефсна и Шерва впадают в Вефсн-фьорд. Центр города расположен между этими двумя реками на равнине возле основания фьорда. Река Вефсна является крупнейшей в Нурланне по водоизмещению. Кроме реки и фьорда город так же окружён горами, зелёными холмами и лесами. Гора Эуфьеллет, высотой 814 метров, расположенная к западу от города, является хорошо известным объектом на местности.

## История
Мушёэн был основан в XVII или XVIII веке как место встречи местных фермеров для торговли. В 1866 году Британская компания построила здесь лесопилки и Мушёэн получил права самоуправления в 1875 году. Американская металлургическая компания Alcoa имеет свой алюминиевый завод в Мушёэне.

## Промышленность
В городе находится алюминиевый завод, принадлежащий компании Alcoa.

## Транспортное сообщение
Город обслуживается аэропортом Мушёэн, расположенном в Хьерстаде. Аэропорт был открыт в 1987 году. Трасса Е6 и железнодорожная линия Нурланна проходят сквозь территорию Мушёэна. Мушёэн расположен на расстоянии 390 км на север по трассе от Тронхейма и 90 км на юг от города Му-и-Рана.

## Города-побратимы
- Горни-Милановац, Сербия
- Люкселе[англ.], Швеция
- Волхов, Россия
- Синоп, Турция

## Галерея
|                                                 |                                      |                    |
| Вид на Мушёэн с холма Долстад, 29 мая 2005 года | Церковь в Долстаде, январь 2007 года | Павильон в Мушёэне |

## Известные уроженцы
- Саген, Анетта — норвежская прыгунья с трамплина.
- Юхансен, Давид Монрад — норвежский композитор, пианист и музыкальный критик.